# Anton Marcinčin
Ing. Anton Marcinčin  PhD. (* 26. říjen 1968, Prešov) je bývalý poslancem Národní rady Slovenské republiky.
Ve volbách v roce 2010 se stal poslancem NR SR za stranu KDH. Byl členem výboru NR SR pro finance a rozpočet. Ve volbách v roce 2012 už nekandidoval. V současné době (březen 2014) je místopředsedou KDH.